# کاکایی اقیانوس آرام
کاکایی پاسیفیکی (نام علمی: Larus pacificus) نام یک گونه از سرده کاکایی است.